# Džunjó
Džunjó (japonsky: 隼鷹) byla druhou letadlovou lodí japonského císařského námořnictva třídy Hijó. Vznikla přestavbou rozestavěného zaoceánského parníku Kašiwara Maru (橿原丸) Japonské parolodní poštovní společnosti, o prostornosti 27 700 tun.
Jejím prvním nasazením během bojů v Pacifiku byl útok na Dutch Harbor (operace AL) 3. a 5. června 1942. V říjnu téhož roku podporovala japonskou protiofenzivu na Guadalcanalu. V souvislosti s tím se zapojila do bitvy u Santa Cruz, kde její palubní útočné a bombardovací letouny zasadily poslední ránu již poškozené letadlové lodi USS Hornet, která byla poté opuštěna a doražena hladinovými plavidly. Na přelomu let 1942 a '43 působila v jihozápadním Pacifiku (kromě pár zastávek v Japonsku) a poskytovala doprovod a letecké krytí japonským vojenským transportům v Šalomounech a na Nové Guineji, včetně námořní bitvy u Guadalcanalu a evakuace Guadalcanalu.
Na jaře 1943 působily její letouny z pozemních základen v Rabaulu, zatímco Džunjó byla až do srpna 1943 převážně buďto v Truku a nebo v Japonsku. Dne 5. listopadu 1943 byla v průlivu Bungo zasažena jedním torpédem z ponorky USS Halibut a až do 11. května 1944 zůstala v Japonsku. Zúčastnila se bitvy ve Filipínském moři, ve které byla 20. června odpoledne zasažena dvěma pumami. Po opravách v Japonsku se počátkem listopadu 1944 zúčastnila speciální zásobovací operace s cílem dopravit Kuritovu loďstvu do Bruneje zásoby a munici. Poté se opět vrátila do Japonska.
Kvůli značnému oslabení palubní letecké skupiny se nezúčastnila bitvy u mysu Engaño. Na cestě z Mako do Saseba ji po půlnoci na 9. prosince 1944 zasáhla celkem tři torpéda z ponorek USS Redfish a USS Sea Devil. Sice se vlastní silou dobelhala do Saseba, ale do konce války již nebyla opravena. Po válce byla v roce 1947 sešrotována.

## Vývoj a provedení

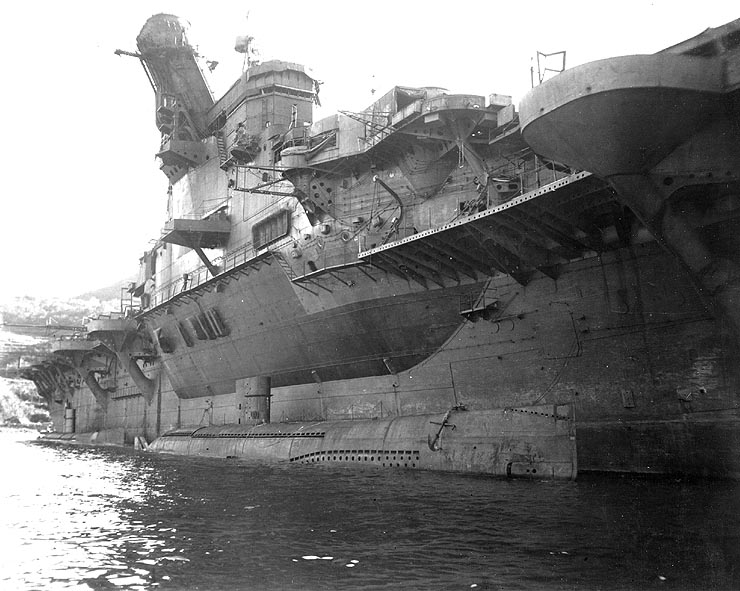
Pravobok Džunjó spolu se dvěma ponorkami třídy HA-201 v Sasebu po válce. Všimněte si zešikmeného komínu, ochozů a protiletadlových hnízd, ze kterých již byla odstraněna protiletadlová výzbroj.

Džunjó byla lehkou letadlovou lodí, která vznikla přestavbou ze zaoceánského parníku Kašiwara Maru. To se negativně projevilo na výkonech pohonného ústrojí, neboť stroje – původně určené pro pohon parníku – neměly dostačující výkon pro letadlovou loď. Výsledkem bylo, že Džunjó nemohla držet krok s velkými a rychlými letadlovými loděmi (dokonce i nejpomalejší loď Nagumovy Kidó Butai Kaga byla rychlejší o 3 uzly [5,6 km/h]).
Džunjó se stala první dokončenou japonskou letadlovou lodí, která měla komín spojený s nástavbou. Džunjó měla dva nad sebou umístěné uzavřené nepancéřované hangáry. Letadla na palubu dopravovaly dva výtahy.

### Označování letounů palubní skupinyDžunjó
Letouny palubní skupiny Džunjó (隼鷹飛行機隊 Džunjó hikókitai) byly v průběhu služby letadlové lodě označovány na kýlovce kódem, dle následujícího schématu: [kód Džunjó]-[taktické číslo]. Identifikační kód Džunjó se v průběhu služby měnil. Po zařazení do služby a po potopení letadlové lodě Šóhó 7. května 1942 převzala Džunjó identifikační kód Šóhó tvořený kombinací písmena a římské číslice DII. Součástí značení byly i dva úzké žluté pruhy na trupu letounů. Po ztrátě čtyř letadlových lodí v bitvě u Midway (červen 1942) došlo k dalšímu přeznačení a letouny Džunjó dostaly identifikační kód A2-2. Dva žluté pruhy zůstaly. Od počátku roku 1944, když na lodi působila část kókútai 652 (航空隊 ~ letecký pluk/skupina), nesly letouny Džunjó identifikační kód 321 (3 – palubní letoun, 2 – 2. kókú sentai [航空戦隊 ~ divize letadlových lodí], 1 – pořadí Džunjó ve 2. kókú sentai). Později byl kód zkrácen na 21.

## Služba
Dne 30. listopadu 1945 byla vyškrtnuta ze seznamu lodí japonského císařského námořnictva a sešrotována v roce 1947.